# NAND 게이트
| INPUT | INPUT | OUTPUT   |
| A     | B     | A NAND B |
| 0     | 0     | 1        |
| 0     | 1     | 1        |
| 1     | 0     | 1        |
| 1     | 1     | 0        |

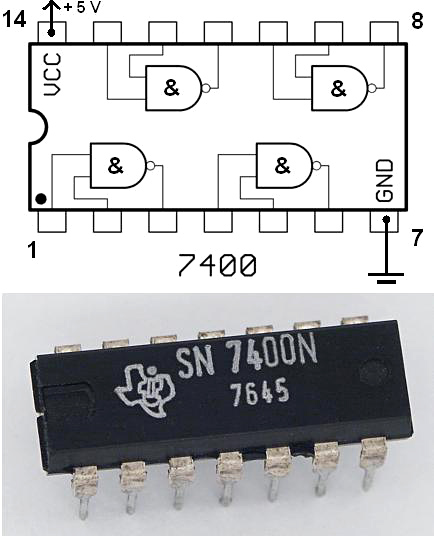
TTL 7400 칩: 4개의 NAND 포함. 2개의 추가 핀은 전원(+5 V)을 공급하고 접지한다.

디지털 회로 분야에서 NAND 게이트(negative-AND)는 모든 입력이 참일 때에만 거짓인 출력을 내보내는 논리 회로이다.
함수 NAND(a1, a2, ..., an)는 NOT(a1 AND a2 AND ... AND an)와 논리적으로 동일하다.

## 기호
NAND 게이트에는 3가지 기호가 있다: MIL/미국 국립 표준 협회 기호, IEC 기호, 현재는 사용이 권장되지 않는 DIN 기호 (오래된 도식에서 볼 수 있음). 더 많은 정보는 논리 회로 문서를 참조. NAND 게이트의 ANSI 기호가 도치 버블(inversion bubble)이 연결된 표준 AND 게이트이다.
|               |          |          |
| MIL/ANSI 기호 | IEC 기호 | DIN 기호 |

## 하드웨어 기술 및 핀
NAND 게이트는 기본 논리 게이트이고, TTL과 CMOS IC에서도 마찬가지로 기본 게이트로서 사용된다.

이 도식은 표준 4011 CMOS 집적회로 안에 위치한 NAND 게이트의 배치를 설명한다.

## 구현
|  |  |  |  |  |  |

## 같이 보기
- AND 게이트
- OR 게이트
- NOT 게이트
- NOR 게이트
- XOR 게이트
- XNOR 게이트
- 불 논리
- 논리 회로
- NAND 로직
- 디지털 회로
- 플래시 메모리